# Относительная цена
Относительная цена — цена, измеренная в сравнении с ценой на товар-эталон, принятый за единицу. В качестве цены товара-эталона, как правило, принимают цены на товары, являющиеся базовыми при формировании всей системы цен в соответствующем секторе экономики (например, цена 1 т нефти в производственном секторе и цена 1 кг говядины в потребительском секторе). Исходя из конкретных условий и задач анализа, за эталон может быть взят любой другой товар, несущий базовую функцию.